# ISO 3166-2:YE
ISO 3166-2:YE è uno standard ISO che definisce i codici geografici delle suddivisioni dello Yemen; è un sottogruppo dello standard ISO 3166-2.
I codici sono assegnati ai 21 governatorati del paese e alla capitale San'a (che ha lo stesso status dei governatorati), e sono formati da YE- (sigla ISO 3166-1 alpha-2 dello Stato), seguito da due lettere

## Codici
| Codice | Suddivisione | Tipo          |
| ------ | ------------ | ------------- |
| YE-SA  | Sana'a       | città         |
| YE-AD  | 'Adan        | governatorato |
| YE-AM  | 'Amran       | governatorato |
| YE-AB  | Abyan        | governatorato |
| YE-DA  | al-Dali'     | governatorato |
| YE-BA  | al-Bayda'    | governatorato |
| YE-HU  | al-Hudayda   | governatorato |
| YE-JA  | al-Jawf      | governatorato |
| YE-MR  | al-Mahra     | governatorato |
| YE-MW  | al-Mahwit    | governatorato |
| YE-DH  | Dhamar       | governatorato |
| YE-HD  | Hadramawt    | governatorato |
| YE-HJ  | Hajja        | governatorato |
| YE-IB  | Ibb          | governatorato |
| YE-LA  | Lahij        | governatorato |
| YE-MA  | Ma'rib       | governatorato |
| YE-RA  | Rayma        | governatorato |
| YE-SD  | Sa'da        | governatorato |
| YE-SN  | Sana'a       | governatorato |
| YE-SH  | Shabwa       | governatorato |
| YE-SU  | Socotra      | governatorato |
| YE-TA  | Ta'izz       | governatorato |